# Tsukō Nakamura
Tsukō Nakamura (japanska: 中村 士?, Nakamura Tsukō) född 1943, är en japansk astronom som varit verksam vid Kiso-observatoriet.
Minor Planet Center listar honom som T. Nakamura och som upptäckare av 3 asteroider.
Asteroiden 6599 Tsuko är uppkallad efter honom.

## Lista över upptäckta mindre planeter och asteroider
| 9574 Taku     | 5 december 1988 |
| 23455 Fumi    | 5 december 1988 |
| 48424 Souchay | 5 december 1988 |